# Uzinele Textile Moldova
Uzinele Textile Moldova a fost o companie producătoare de confecții din Botoșani, România.
După 1990, Uzinele Textile Moldova s-au divizat, iar societatea Armonia a preluat o parte din spații.
Fabrica producea țesături pentru Ministerul Apărării Naționale, însă până prin 1997, când statul a renunțat la comenzi.
În anul 2009, proprietarii au decis demolarea a câteva mii de metri pătrați de hale industriale, în vederea construirii de hipermarketuri.

## Istoric
Înainte de 1990 în fabrică lucrau peste 10.000 de persoane.
În perioada comunistă, Uzinele Textile Moldova deschideau zona industrială a orașului.
Vreo 12.000 de oameni țeseau și vopseau pânza care îi îmbrăca pe români, dar și pe militarii irakieni, pe africani sau alte nații.
Aproximativ 80% din producție pleca la export în țările asiatice, în URSS, în America Latină și chiar în Africa.